# محمد خادم
محمد خادم اَزغَدی (زادهٔ ۱۲ شهریور ۱۳۱۴ در مشهد – درگذشتهٔ ۴ آذر ۱۳۹۹ در تهران) کشتی‌گیر آزادکار و مربی کشتی پیشین ایرانی بود. رسول خادم و امیررضا خادم از قهرمانان کشتی ایران و  دکتر ابراهیم خادم پزشک متخصص طب ایرانی، فرزندان وی هستند.

## افتخارات ورزشی
محمد خادم مدال نقرهٔ قهرمانی جهان در سال ۱۹۶۲ در تولیدوی آمریکا را کسب کرد و در المپیک ۱۹۶۰ رم نیز در ترکیب تیم ملی قرار داشت که با ۲ برد و ۲ باخت به روباشویلی از شوروی و ساتو ژاپنی در ردهٔ هشتم قرار گرفت.
او سابقهٔ مربی‌گری تیم ملی کشتی آزاد ایران را نیز داشت.

## درگذشت
خادم در سن ۸۵ سالگی به دلیل نارسایی قلبی درگذشت.